# 日本プロポケットビリヤード連盟
日本プロポケットビリヤード連盟(にほん - れんめい、JPBA)は、プロポケットビリヤードの国内競技連盟。2008年3月現在、男子プロ240名、女子プロ66名を擁する日本最大のビリヤードのプロ団体である。英語での名称はJapan Professional Pocket-Billiard Association。

## 来歴
1965年に、京都府、大阪府の選手11名により日本プロポケットビリヤード連盟（略称NPP）が創設される。初代会長は森口信幸。当時は日本ではビリヤードといえばキャロム競技が中心であった。1971年に英語名称をProfessional Billiard Congress of Japan（PBCJ）と変更する。この頃田中守（1期生）が活動の拠点を東京都に移し、以後関東でも徐々にポケットビリヤードの人気が定着していく。
1988年には、PBCJの傘下に関東のプロ選手を統括するJapan Pool Players Association（JPPA）が創設される。翌1989年には、それまでは各都道府県の連盟に所属しているアマチュア選手しか受験資格のなかったプロテストをオープン化した。1993年には日本ビリヤード協会（NBA）に加盟するにあたりPBCJとJPPAはJPBAに発展的改組する。同年にはNBA加盟を記念した東京オープンを開催した。1996年には大会の結果をポイントとして加算するランキング制度の基礎を築く。このランキングは公式サイトで毎月発表されている。
2013年現在の会長は井上彰、理事長は浪江隆である。

## 主要大会
- 全日本選手権
- ジャパンオープン

## プロテスト
2008年現在、プロテストは男子・女子ともに実技試験および筆記試験によって行われている。実技試験についてはボウラードを参照。

## 上部団体
前述の通りNBAに加盟している。世界ナインボール選手権等を主催するWorld Pool-Billiard Association(WPA)がNBAを承認していることから、JPBAの全日本選手権のファイナリストには世界選手権の2次予選(ダブルイリミネーションによる128名→64名の選抜)へのシード権が与えられる。